# Ursus thibetanus laniger
Ursus thibetanus laniger (oso negro de Himalaya) es una de las subespecies que componen la especie U. thibetanus, un mamífero úrsido. Se encuentra en el Himalaya de India, Bután, Nepal, China y Pakistán.

## Descripción
Se distingue de U. t. thibetanus por su pelaje más largo y grueso y una marca de pecho más pequeña y más blanca. En promedio, miden de 140 a 170 cm (56 a 65 pulgadas) de nariz a cola y pesan de 91 a 120 kg (200 a 265 libras), aunque pueden pesar hasta 180 kilogramos (400 libras) en el otoño, cuando engordan para la hibernación.

## Comportamiento y ecología
Son criaturas omnívoras y comen casi cualquier cosa. Su dieta consiste en bellotas, nueces, frutas, miel, raíces y diversos insectos como termitas y larvas de escarabajos. Si la comida es escasa, pueden recurrir a comer ganado como ovejas, cabras y ganado.
Alcanzan la madurez sexual aproximadamente a los tres años. El apareamiento ocurre en octubre y generalmente dos cachorros nacen en febrero, mientras que la madre todavía está hibernando. La descendencia generalmente se queda con su madre hasta el segundo año.
Durante el verano, se pueden encontrar osos negros en áreas más cálidas en Nepal, China, Bután, India y el Tíbet en altitudes de 3,000 a 3,700 m (10,000 a 12,000 pies) cerca de la línea de bosques. En el invierno, descienden desde  1.500 metros (5.000 pies) hasta bosques más tropicales.

## Estado
Esta subespecie está clasificada como 'vulnerable' debido a la invasión de la población humana, los incendios forestales y las industrias madereras; Todos estos han reducido el hábitat del oso. También hay una alta tasa de mortalidad entre los recién nacidos. Y aunque la caza del oso negro está prohibida desde 1977, todavía hay un gran problema con la caza furtiva.